# Municipio de Kent (Illinois)
El municipio de Kent (en inglés: Kent Township) es un municipio ubicado en el condado de Stephenson en el estado estadounidense de Illinois. En el año 2010 tenía una población de 702 habitantes y una densidad poblacional de 7,64 personas por km².

## Geografía
El municipio de Kent se encuentra ubicado en las coordenadas 42°19′41″N 89°51′55″O / 42.32806, -89.86528. Según la Oficina del Censo de los Estados Unidos, el municipio tiene una superficie total de 91.86 km², de la cual 91,86 km² corresponden a tierra firme y (0 %) 0 km² es agua.

## Demografía
Según el censo de 2010, había 702 personas residiendo en el municipio de Kent. La densidad de población era de 7,64 hab./km². De los 702 habitantes, el municipio de Kent estaba compuesto por el 98,29 % blancos, el 0,43 % eran asiáticos, el 0,14 % eran de otras razas y el 1,14 % eran de una mezcla de razas. Del total de la población el 0,28 % eran hispanos o latinos de cualquier raza.